# Stiftskirche Schildesche

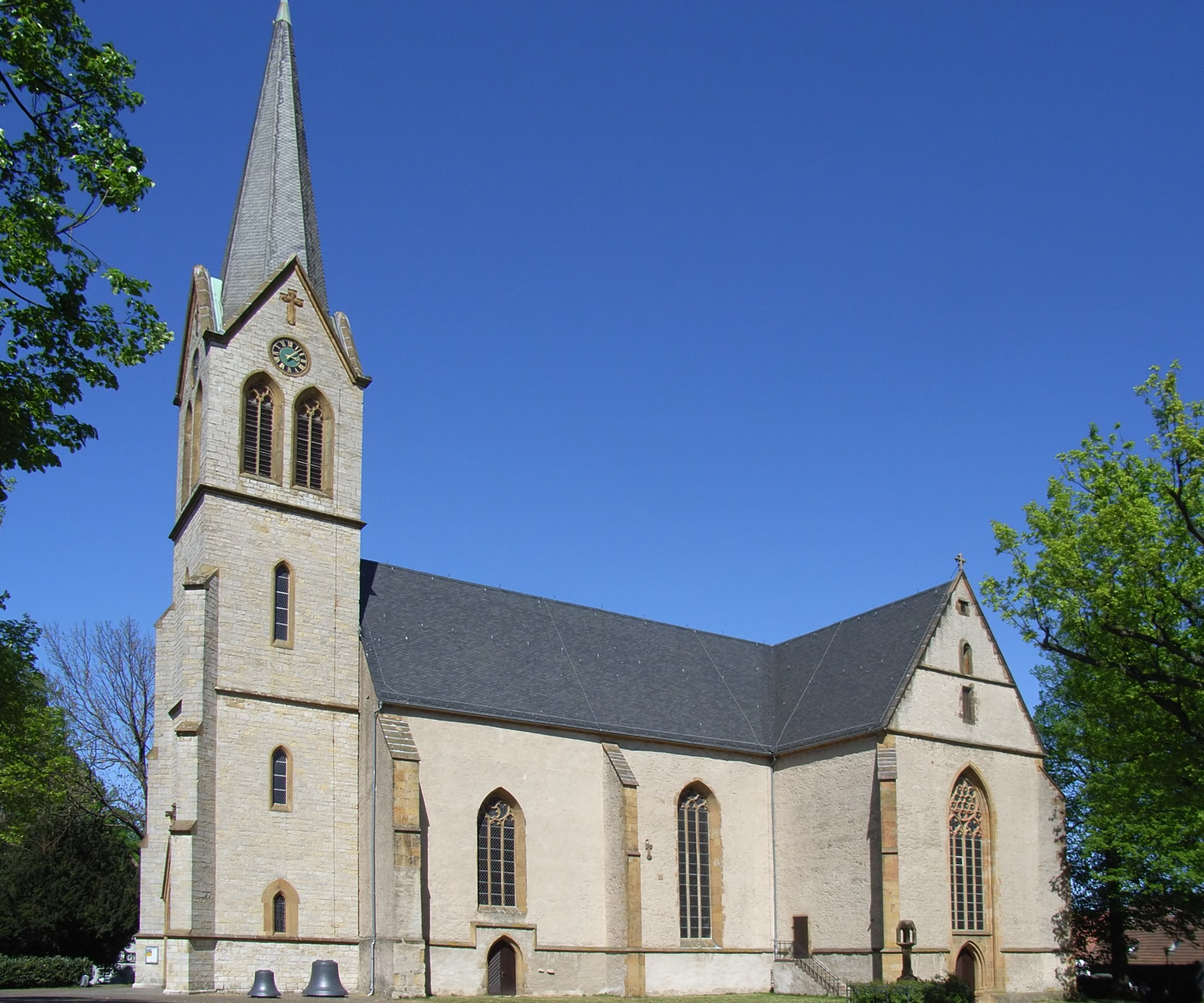
Südseite der Stiftskirche

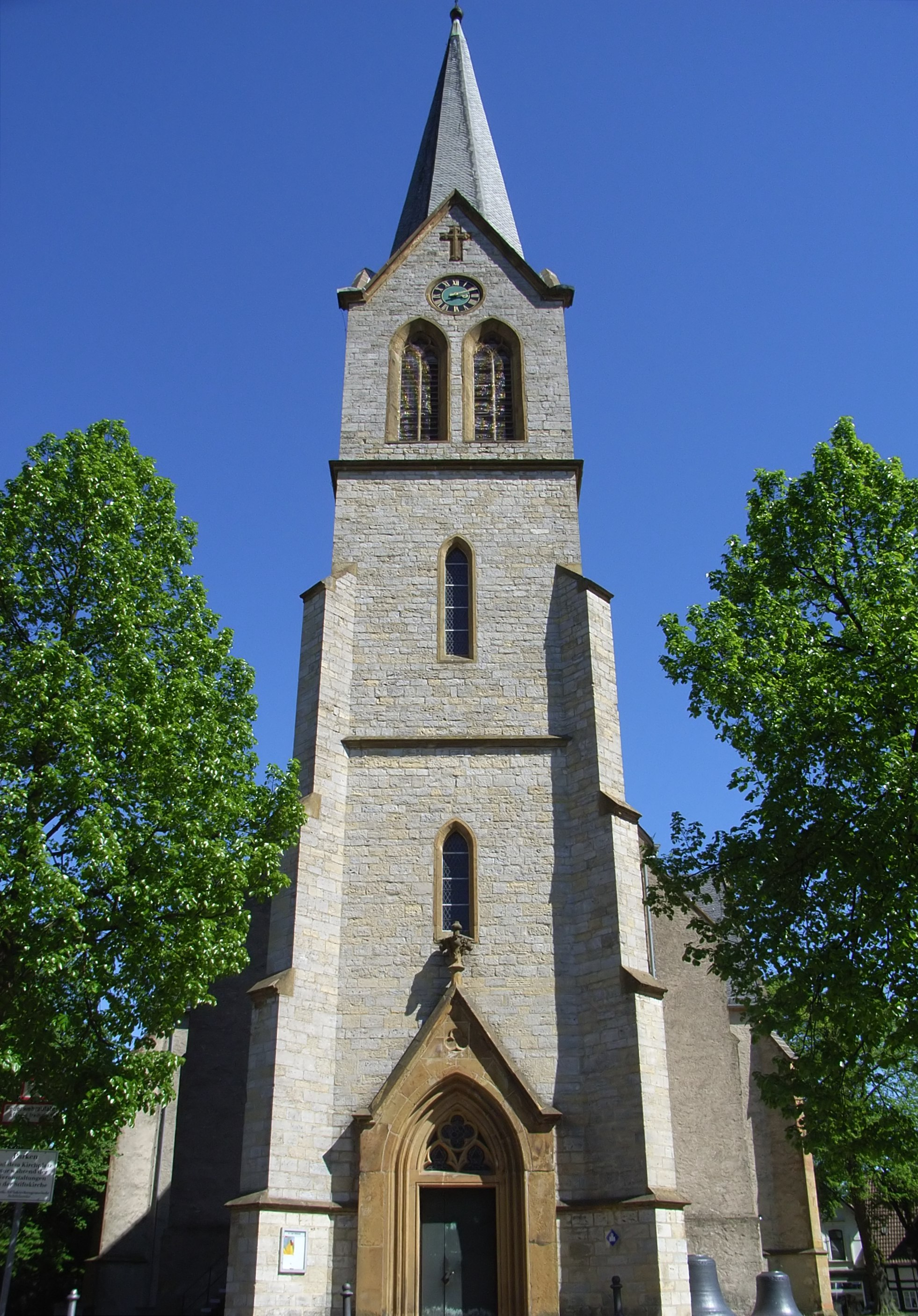
Turm der Stiftskirche

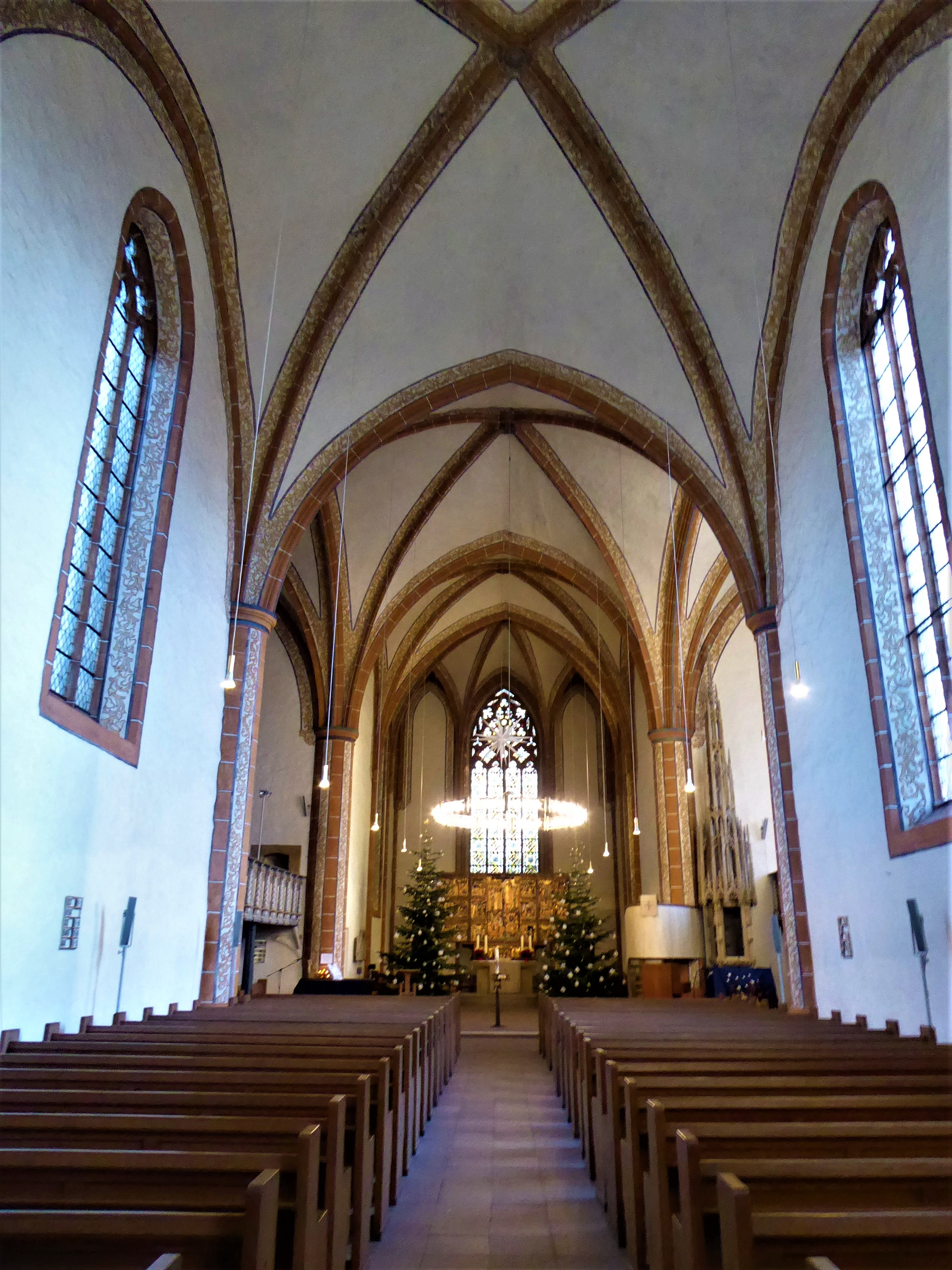
Blick durch das Langhaus zum Chor

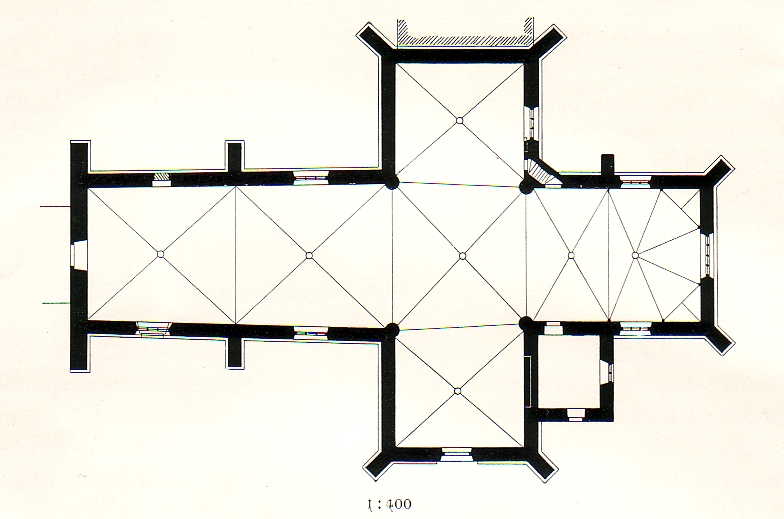
Grundriss der Stiftskirche

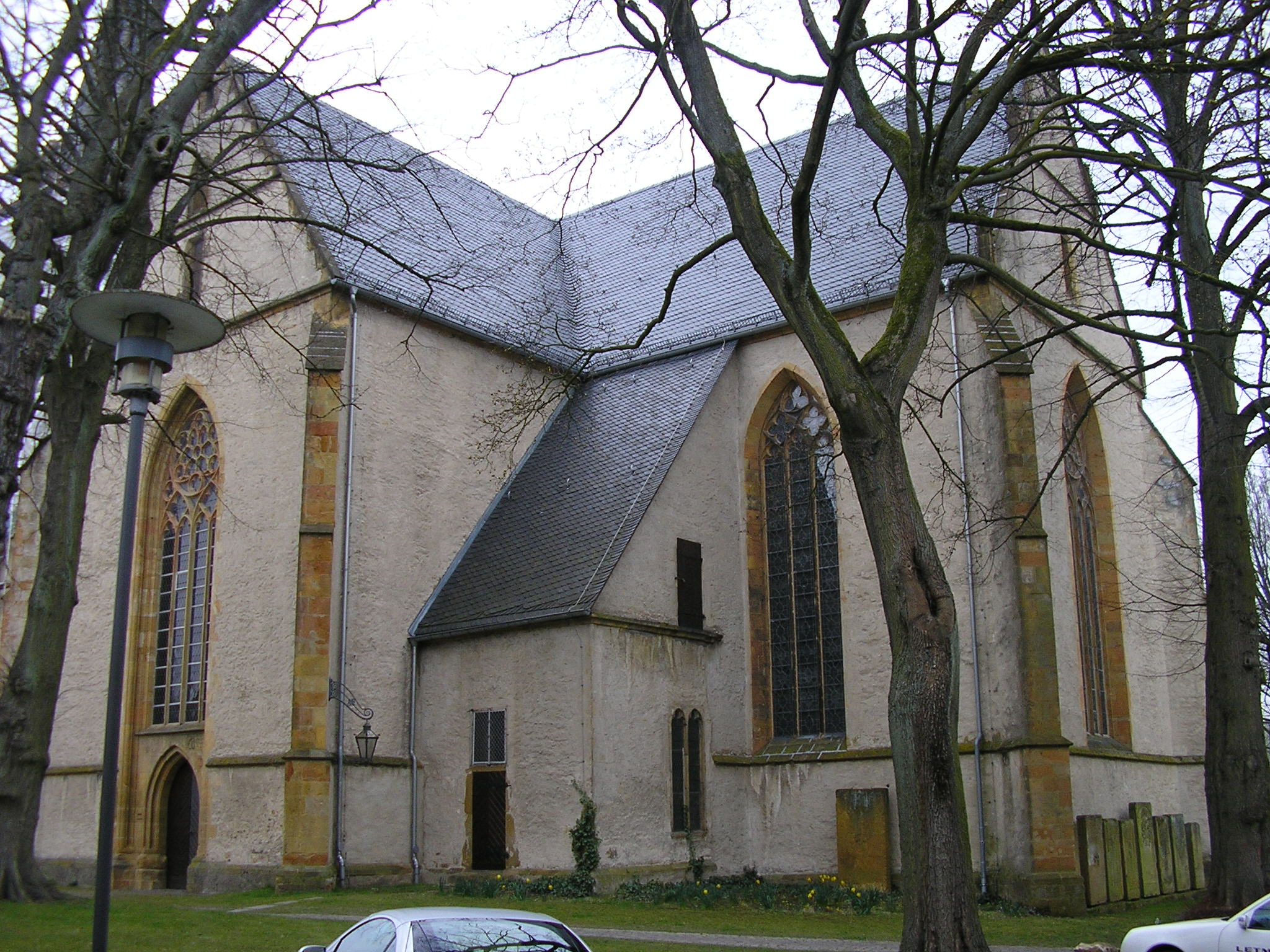
Chor und südliches Querschiff

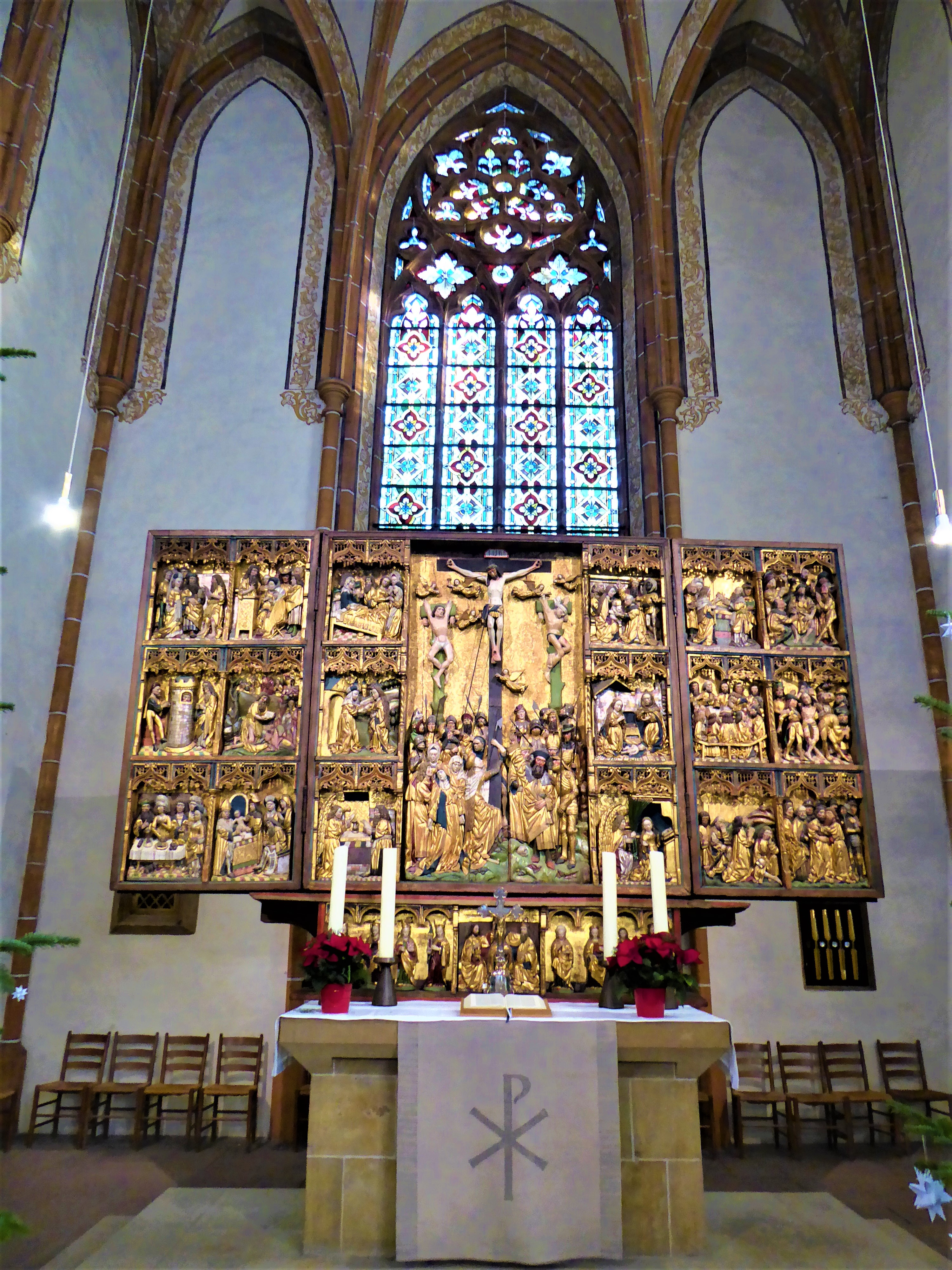
Altarretabel

Die Stiftskirche Schildesche ist eine evangelisch-lutherische Gemeindekirche im Bielefelder Stadtbezirk Schildesche.

## Geschichte
Gegründet wurde die Stiftskirche 939 durch die sächsische Adelige Marcswidis nach Einwilligung des Paderborner Bischofs. Vorbild war die Reichsabtei Herford. Marswidis, früh verwitwet und kinderlos, übertrug die ihr gehörenden acht Höfe der Kirche und gründete das Stift für 18 adelige Damen. Zunächst war Schildesche Reichsstift, wurde aber bald dem Bischof zu Paderborn unterstellt. Die Stiftskirche war zugleich Pfarrkirche.
Das Stift wurde 1810 aufgelöst; seit der Reformation war es bikonfessionell, zu zwei Dritteln protestantisch und zu einem Drittel katholisch besetzt gewesen. Aus dem ehemaligen Stift hervorgegangen sind die Stiftskirchengemeinde und die katholische Pfarrei St. Johannes Baptist. Der 1870 gegründete Posaunenchor zählt zu den ältesten in Ostwestfalen.

## Baugeschichte
Der Bau der Stiftskirche wurde im Gründungsjahr 939 begonnen und 960 fertiggestellt; geweiht wurde sie Johannes dem Täufer und Maria. In der Mitte des 13. Jahrhunderts entstand die noch heute bestehende kreuzförmige Saalkirche. Im Zuge des weitgehenden Neu- und Umbaues dürften Teile des Vorgängerbaus wiederverwendet worden sein. Der im 15. Jahrhundert errichtete Turm stürzte 1811 ein und wurde 1869 durch einen neugotischen Nachfolger ersetzt.

## Ausstattung
Das Taufbecken wurde 2004 im barocken Stil des 17. Jahrhunderts wiederhergestellt und wird in der Kirche seitdem wieder eingesetzt.
Schmuckstück der Kirche ist der Schnitzaltar aus dem Jahre 1501. Der dreiteilige Flügelaltar wird dem Braunschweiger Madonnenmeister zugerechnet, und zeigt Szenen aus dem Leben Johannes des Täufers (linke Seite), der Kreuzigung nach der Passionsgeschichte des Lukasevangeliums (Mittelteil) und aus dem Leben Jesu. Die beschädigten Rückseiten der Seitenflügel zeigen Tafelmalereien der Passion Christi und Darstellungen, die sich auf das gewaltsame Ende von Johannes dem Täufer beziehen.
Der Unterbau des Altars, die Predella, zeigt acht weibliche Heilige und in der Mitte eine Krönung Marias. Zwei weitere ursprüngliche Flügel sind nicht mehr erhalten.
In der Sakristei befindet sich ein weiterer, kleinerer Altar aus dem 18. Jahrhundert, der Jesus auf dem Ölberg zeigt.
Am Ostabschluss der Kirche befinden sich einige Grabmale ehemaliger Stiftsdamen überwiegend aus dem 17. Jahrhundert. An der Nordseite steht ein Ehrenmal für die im Ersten Weltkrieg gefallenen Soldaten der Gemeinde.
Der Gemeinde angegliedert sind ein Gemeindehaus, ein Alten- und Pflegeheim, eine Kindertagesstätte und ein Kindergarten.

### Orgel
Die 1962 eingeweihte Orgel entspricht dem norddeutschen barocken Typ mit mechanischer Spiel- und Registertraktur. Das Instrument wurde von der Orgelbaufirma Alfred Führer (Wilhelmshaven) erbaut. Es hat 36 Register (Schleifladen) auf drei Manualen und Pedal.
| I Rückpositiv C–g3 |                 |       |
| 1.                 | Holzflöte       | 8′    |
| 2.                 | Quintade        | 8′    |
| 3.                 | Prinzipal       | 4′    |
| 4.                 | Rohrflöte       | 4′    |
| 5.                 | Gemshorn        | 2′    |
| 6.                 | Oktave          | 1′    |
| 7.                 | Sesquialtera II | 2 ⁄3′ |
| 8.                 | Scharff IV      |       |
| 9.                 | Vox humana      | 8′    |
| 10.                | Dulzian         | 16′   |
|                    | Tremulant       |       |

| II Hauptwerk C–c4 |                |       |
| 11.               | Quintade       | 16′   |
| 12.               | Prinzipal      | 8′    |
| 13.               | Rohrflöte      | 8′    |
| 14.               | Oktave         | 4′    |
| 15.               | Spitzflöte     | 4′    |
| 16.               | Nasat          | 2 ⁄3′ |
| 17.               | Oktave         | 2′    |
| 18.               | Mixtur VI-VIII |       |
| 19.               | Trompete       | 8′    |

| III Oberwerk C–c4 |             |        |
| 20.               | Holzgedackt | 8′     |
| 21.               | Holzflöte   | 4′     |
| 22.               | Prinzipal   | 2′     |
| 23.               | Terz        | 1 3⁄5′ |
| 24.               | Quinte      | 1 ⁄3′  |
| 25.               | Zimbel III  |        |
| 26.               | Krummhorn   | 8′     |

| Pedal C–c4 |           |     |
| 27.        | Prinzipal | 16′ |
| 28.        | Subbaß    | 16′ |
| 29.        | Oktave    | 8′  |
| 30.        | Gedackt   | 8′  |
| 31.        | Oktav     | 4′  |
| 32.        | Nachthorn | 2′  |
| 33.        | Mixtur VI |     |
| 34.        | Posaune   | 16′ |
| 35.        | Trompete  | 8′  |
| 36.        | Clarine   | 4′  |

- Koppeln: I/II, III/II, I/P, II/P

### Glocken
Insgesamt besitzt die Stiftskirche sechs Glocken aus Bronze. Die älteste Glocke aus dem Jahre 1461 ist die älteste läutende Glocke in Bielefeld, die übrigen Bronzeglocken wurden 1996 in der Karlsruher Glocken- und Kunstgießerei gegossen. Bis dahin läuteten zusammen mit der alten Glocke zwei Eisenhartgussglocken von 1922, die aber das Ende ihrer Lebensdauer erreicht hatten. Sie hatten den Ersatz für die im Ersten Weltkrieg zu Kriegszwecken beschlagnahmten und eingeschmolzenen Glocken gebildet.
| Glocke | Name                                    | Schlagton | Durchmesser | Gewicht | Gussjahr |
| ------ | --------------------------------------- | --------- | ----------- | ------- | -------- |
| 1      | Christusglocke                          | d'-3      | 1363 mm     | 1700 kg | 1996     |
| 2      | Alte Marien- und Johannisglocke         | e'        | 1292 mm     | 1400 kg | 1461     |
| 3      | Nunc-dimittis-Glocke oder Simeonsglocke | g'+3      | 1023 mm     | 758 kg  | 1996     |
| 4      | Benedictusglocke oder Johannisglocke    | h'-1      | 869 mm      | 456 kg  | 1996     |
| 5      | Magnificatglocke oder Marienglocke      | d"-3      | 719 mm      | 262 kg  | 1996     |
| 6      | Wortglocke                              | e"-1      | 636 mm      | 185 kg  | 1996     |